# Milnesium tardigradum
Milnesium tardigradum is een beerdiertje uit de familie Milnesiidae. De wetenschappelijke naam van de soort werd in 1840 gepubliceerd door Louis Michel François Doyère.